# 長崎県道56号上県小鹿港線
長崎県道56号上県小鹿港線（ながさきけんどう56ごう かみあがたおしかこうせん）は、長崎県対馬市を通る県道（主要地方道）である。

## 概要
対馬市上県町樫滝から対馬市上県町小鹿小鹿に至る。路線名に「港線」と入っているが、終点は港に近い県道との交点である。
起点および終点付近は幅員が確保されているが、県道の中間部付近はほとんどが1車線であるうえ、堆積物の散乱した林道に近い状態の道路で、離合は困難または不可能である。

### 路線データ
- 起点：長崎県対馬市上県町樫滝（国道382号交点）
- 終点：長崎県対馬市上県町小鹿（長崎県道39号上対馬豊玉線交点）
- 総延長：13.2 km

## 歴史
- 1993年（平成5年）5月11日 - 建設省から、県道上県小鹿港線が上県小鹿港線として主要地方道に指定される[1]。

## 地理

### 通過する自治体
- 対馬市

### 交差する道路
| 国道382号                | 上県町樫滝 | 起点 |
| 長崎県道39号上対馬豊玉線 | 上県町小鹿 | 終点 |

### 沿線
- 対馬市立仁田小学校
- 小鹿郵便局